# Boophone haemanthoides
Espèce
Boophone haemanthoides est une espèce de plantes à fleurs de la famille des Amaryllidaceae originaire de Namibie et des provinces du Cap en Afrique du Sud. C'est une plante à bulbe avec plus de la moitié de son bulbe écailleux apparaissant au-dessus du sol. Elle présente une assez grande ombelle de fleurs roses aux tépales étroits,.

## Habitat
Contrairement à Boophone disticha que l’on trouve dans des régions à pluies estivales, B. haemanthoides pousse dans des zones à pluies hivernales particulièrement arides et chaudes en été.

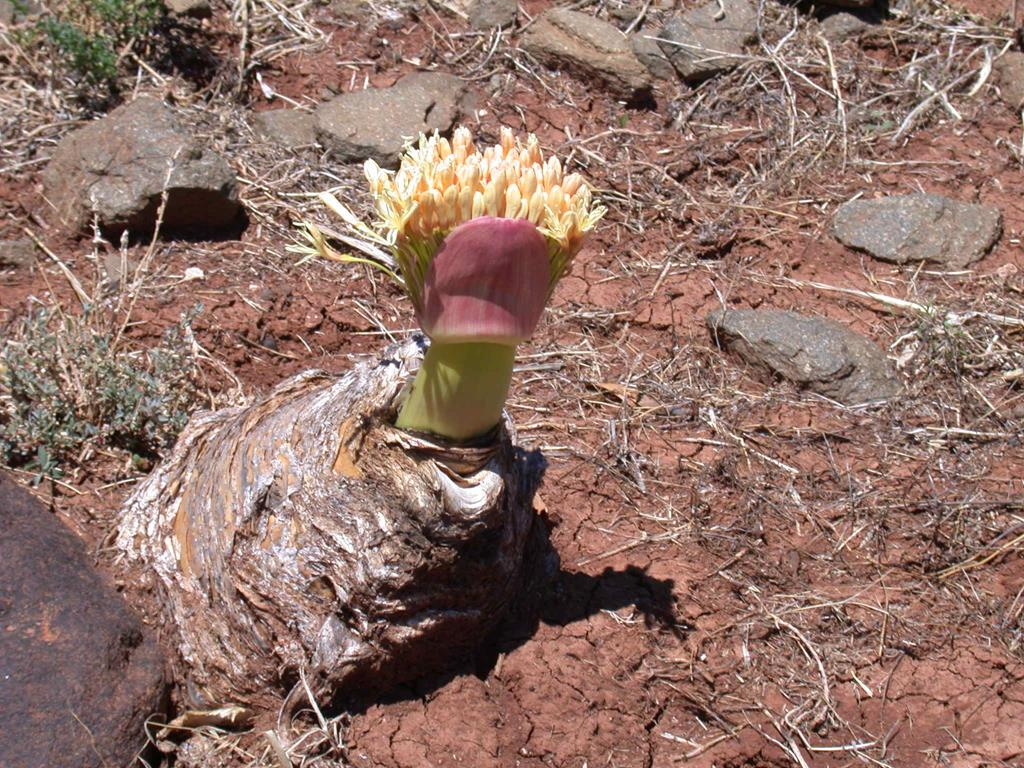
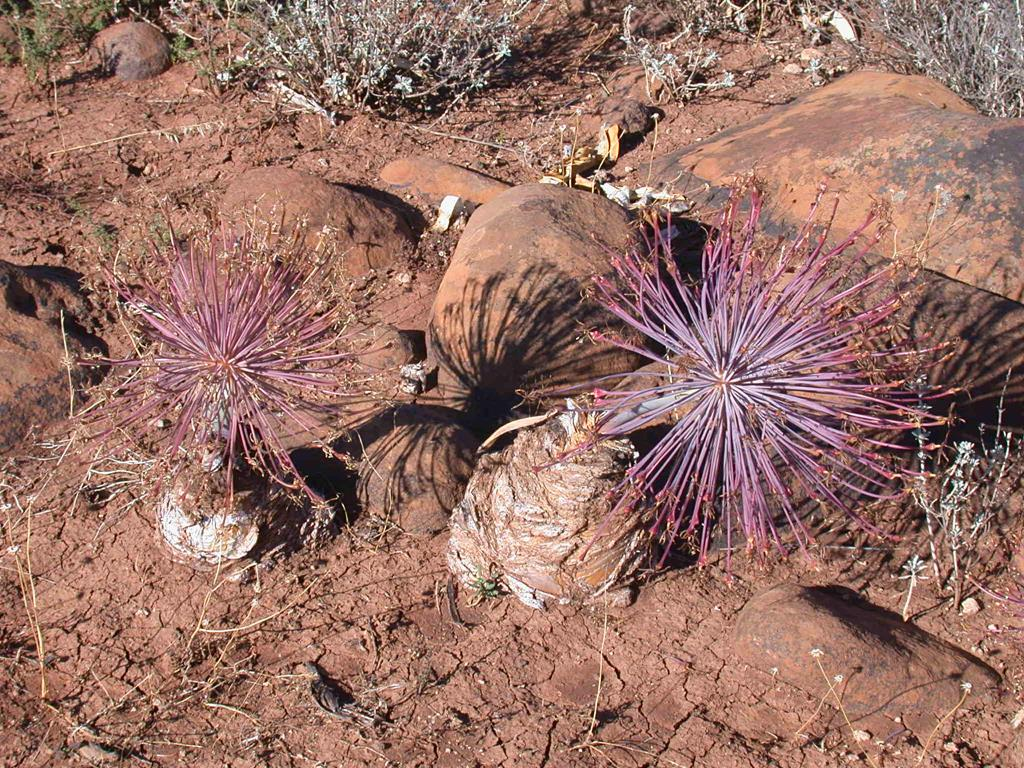
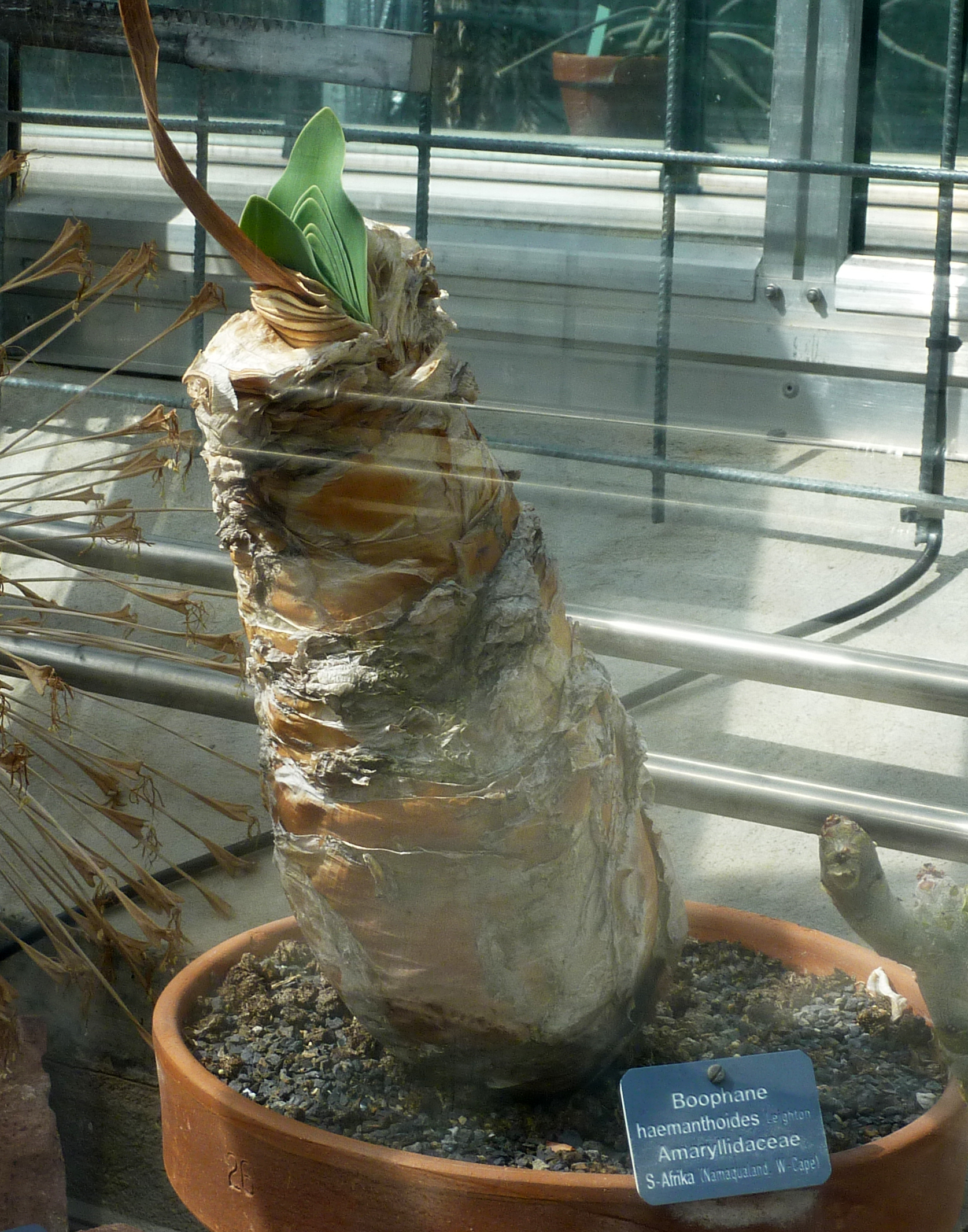

## Sous-espèces
Ce taxon peut se décliner en deux sous espèces qui ont été acceptées :
- Boophone haemanthoides subsp. ernesti-ruschii (Dinter & G.M.Schulze) G.D.Duncan & C.C.Tsang
- Boophone haemanthoides subsp. haemanthoides